# Скотт Карнеген
Скотт Карнеген (англ. Scott Carnahan; нар. 24 жовтня 1953) — колишній американський тенісист.
Найвищу одиночну позицію світового рейтингу — 193 місце досяг 12 грудня 1976 року.
Найвищим досягненням на турнірах Великого шолома було 2 коло в парному розряді.

## Фінали ATP Челленджер

### Парний розряд: 2 (0–2)
| Результат | Ранг | Дата     | Турнір            | Покриття | Партнер      | Суперники                | Рахунок       |
| --------- | ---- | -------- | ----------------- | -------- | ------------ | ------------------------ | ------------- |
| Поразка   | 1.   | Вер 1978 | Тінтон-Фоллс, США | Тверде   | Чарлз Строде | Кіт Річардсон Джон Седрі | 7–6, 3–6, 4–6 |
| Поразка   | 2.   | Лис 1978 | Кіото, Японія     | Ґрунт    | Джоел Бейлі  | Росс Кейс Тоні Грем      | 3–6, 4–6      |